# Bad Schönborn
Bad Schönborn es un municipio en Alemania, situado en el estado federado de Baden-Wurtemberg, Distrito de Karlsruhe. 

## Ubicación
Se encuentra 30 kilómetros al sur de Heidelberg y 25 kilómetros al norte de Karlsruhe. El municipio de Bad Schönborn está compuesto por dos pueblos separados por una pequeña franja de tierras de labor: Bad Mingolsheim y Bad Langenbrüncken. Bad Schönborn cuenta con una población de 12.589 habitantes (2011).
|                                                        |
| Ubicación de Bad Schönborn en el Distrito de Karlsruhe |

|                                                                      |
| La avenida que conecta los dos pueblos lleva el nombre Av. Schönborn |

|                                |
| Un mapa histórico del año 1622 |

## Las aguas termales
Una de las características más conocidas del municipio son sus balnearios de aguas termales ricas en sales que se pueden disfrutar en piscinas tanto cubiertas como al aire libre. El agua surge a una temperatura de 43 grados celsius y no puede ser consumida debido a su alta salinidad.
El Arzobispo Franz Christoph von Hutten fundó el primer balneario en Bad Langenbrücken en 1766.
|                                                              |
| Un monumento frente a la casa más antigua de Bad Mingolsheim |

|                  |
| Parque municipal |

|                             |
| Pozo artesiano del año 1766 |

|                             |
| Pozo público en Bad Sönborn |

|                                    |
| Parada de trenes Bad-Schönborn-Süd |

|                                       |
| Parada de trenes Bad Schönborn-Kronau |

## Ciudadanos famosos
Un ciudadano famoso es el ministro del interior de Baden-Wurtemberg Heribert Rech, y la cantante Joana Emetz.